# Adonisea marginatus
Adonisea marginatus är en fjärilsart som beskrevs av Adrian Hardy Haworth 1809. Adonisea marginatus ingår i släktet Adonisea och familjen nattflyn. Inga underarter finns listade i Catalogue of Life.